# Ectropis duplicata
Ectropis duplicata är en fjärilsart som beskrevs av Alfred Ernest Wileman 1911. Ectropis duplicata ingår i släktet Ectropis och familjen mätare. Inga underarter finns listade i Catalogue of Life.